# Newark (Texas)
Newark város az USA Texas államában, Wise és Tarrant megyében. Lakosainak száma 1096 fő (2020. április 1.).

## Népesség
A település népességének változása:

| 2010 | 1 005 |
| 2020 | 1 096 |